# Айгуафреза
Айгуафре́за (кат. Aiguafreda) — муніципалітет, розташований в Автономній області Каталонія, в Іспанії. Код муніципалітету за номенклатурою Інституту статистики Каталонії — 80142. Знаходиться у районі (кумарці) Бальєс-Уріантал (коди району — 41 та VR) провінції Барселона, згідно з новою адміністративною реформою перебуватиме у складі Баґарії (округи) Барселона. 

## Населення
Населення міста (у 2007 р.) становить 2.375 осіб (з них менше 14 років — 14,8%, від 15 до 64 — 65%, понад 65 років — 20,2%). У 2006 р. народжуваність склала 21 особа, смертність — 40 осіб, зареєстровано 9 шлюбів. У 2001 р. активне населення становило 1.088 осіб, з них безробітних — 75 осіб.

Серед осіб, які проживали на території міста у 2001 р., 1.745 народилися в Каталонії (з них 891 особа у тому самому районі, або кумарці), 367 осіб приїхало з інших областей Іспанії, а 43 особи приїхали з-за кордону. 

Університетську освіту має 10,9% усього населення. 

У 2001 р. нараховувалося 791 домогосподарство (з них 20,1% складалися з однієї особи, 32,1% з двох осіб,19,3% з 3 осіб, 20% з 4 осіб, 6,6% з 5 осіб, 1,3% з 6 осіб, 0,6% з 7 осіб, 0% з 8 осіб і 0% з 9 і більше осіб).

Активне населення міста у 2001 р. працювало у таких сферах діяльності : у сільському господарстві — 1,9%, у промисловості — 41,3%, на будівництві — 15,2% і у сфері обслуговування — 41,7%. 

 У муніципалітеті або у власному районі (кумарці) працює 899 осіб, поза районом — 546 осіб.

### Безробіття
У 2007 р. нараховувалося 73 безробітних (у 2006 р. — 70 безробітних), з них чоловіки становили 38,4%, а жінки — 61,6%.

## Економіка

### Підприємства міста

#### Промислові підприємства
| \| Промислові підприємства міста, за сферою діяльності \| Промислові підприємства міста, за сферою діяльності \| Промислові підприємства міста, за сферою діяльності \| \| Рік \| 2002 р. \| 2001 р. \| \| --------------------------------------------------- \| --------------------------------------------------- \| --------------------------------------------------- \| \| Енергетичні та водні ресурси \| 0% \| 0% \| \| Хімія та метали \| 7,4% \| 7,7% \| \| Переробка металів \| 48,1% \| 50% \| \| Продукти харчування \| 7,4% \| 7,7% \| \| Текстиль \| 29,6% \| 26,9% \| \| Виробництво меблів, видання \| 3,7% \| 3,8% \| \| Інше \| 3,7% \| 3,8% \| \| Усього підприємств \| 27 \| 26 \| |         |         |
| Промислові підприємства міста, за сферою діяльності |         |         |
| Рік | 2002 р. | 2001 р. |
| Енергетичні та водні ресурси | 0%      | 0%      |
| Хімія та метали | 7,4%    | 7,7%    |
| Переробка металів | 48,1%   | 50%     |
| Продукти харчування | 7,4%    | 7,7%    |
| Текстиль | 29,6%   | 26,9%   |
| Виробництво меблів, видання | 3,7%    | 3,8%    |
| Інше | 3,7%    | 3,8%    |
| Усього підприємств | 27      | 26      |

#### Роздрібна торгівля
| \| Підприємства роздрібної торгівлі міста, за сферою діяльності \| Підприємства роздрібної торгівлі міста, за сферою діяльності \| Підприємства роздрібної торгівлі міста, за сферою діяльності \| \| Рік \| 2002 р. \| 2001 р. \| \| ------------------------------------------------------------ \| ------------------------------------------------------------ \| ------------------------------------------------------------ \| \| Продукти харчування \| 46,7% \| 45,5% \| \| Одяг та взуття \| 10% \| 12,1% \| \| Товари для дому \| 10% \| 6,1% \| \| Книги та періодичні видання \| 3,3% \| 6,1% \| \| Промислова хімічна продукція \| 10% \| 6,1% \| \| Продукція, пов'язана з транспортними засобами \| 0% \| 0% \| \| Інше \| 20% \| 24,2% \| \| Усього підприємств \| 30 \| 33 \| |         |         |
| Підприємства роздрібної торгівлі міста, за сферою діяльності |         |         |
| Рік | 2002 р. | 2001 р. |
| Продукти харчування | 46,7%   | 45,5%   |
| Одяг та взуття | 10%     | 12,1%   |
| Товари для дому | 10%     | 6,1%    |
| Книги та періодичні видання | 3,3%    | 6,1%    |
| Промислова хімічна продукція | 10%     | 6,1%    |
| Продукція, пов'язана з транспортними засобами | 0%      | 0%      |
| Інше | 20%     | 24,2%   |
| Усього підприємств | 30      | 33      |

#### Сфера послуг
| \| Підприємства міста, що працюють у сфері послуг, за діяльністю \| Підприємства міста, що працюють у сфері послуг, за діяльністю \| Підприємства міста, що працюють у сфері послуг, за діяльністю \| \| Рік \| 2002 р. \| 2001 р. \| \| ------------------------------------------------------------- \| ------------------------------------------------------------- \| ------------------------------------------------------------- \| \| Гуртова торгівля \| 16,4% \| 18,8% \| \| Готелі та готельний бізнес \| 17,8% \| 20,3% \| \| Транспорт та зв'язок \| 15,1% \| 15,9% \| \| Посередницькі фінансові послуги \| 5,5% \| 5,8% \| \| Послуги підприємствам \| 9,6% \| 5,8% \| \| Послуги фізичним особам \| 27,4% \| 29% \| \| Нерухомість та ін. \| 8,2% \| 4,3% \| \| Усього підприємств \| 73 \| 69 \| |         |         |
| Підприємства міста, що працюють у сфері послуг, за діяльністю |         |         |
| Рік | 2002 р. | 2001 р. |
| Гуртова торгівля | 16,4%   | 18,8%   |
| Готелі та готельний бізнес | 17,8%   | 20,3%   |
| Транспорт та зв'язок | 15,1%   | 15,9%   |
| Посередницькі фінансові послуги | 5,5%    | 5,8%    |
| Послуги підприємствам | 9,6%    | 5,8%    |
| Послуги фізичним особам | 27,4%   | 29%     |
| Нерухомість та ін. | 8,2%    | 4,3%    |
| Усього підприємств | 73      | 69      |

## Житловий фонд
У 2001 р. 4,2% усіх родин (домогосподарств) мали житло метражем до 59 м2, 35,5% — від 60 до 89 м2, 36% — від 90 до 119 м2 і
24,3% — понад 120 м2.

З усіх будівель у 2001 р. 48,5% було одноповерховими, 41,1% — двоповерховими, 6,6
% — триповерховими, 2,6% — чотириповерховими, 0,7% — п'ятиповерховими, 0,1% — шестиповерховими,
0,1% — семиповерховими, 0,1% — з вісьмома та більше поверхами.

## Автопарк
| \| Автомобілі, зареєстровані у місті, за призначенням \| Автомобілі, зареєстровані у місті, за призначенням \| Автомобілі, зареєстровані у місті, за призначенням \| \| Рік \| 2006 р. \| 2005 р. \| \| -------------------------------------------------- \| -------------------------------------------------- \| -------------------------------------------------- \| \| Приватні автомобілі \| 69,2% \| 69,3% \| \| Мотоцикли \| 8,3% \| 8,4% \| \| Вантажівки \| 20,1% \| 20,4% \| \| Трактори \| 0% \| 0% \| \| Автобуси та ін. \| 2,4% \| 1,9% \| \| Усього автомобілів \| 1.730 шт. \| 1.698 шт. \| |           |           |
| Автомобілі, зареєстровані у місті, за призначенням |           |           |
| Рік | 2006 р.   | 2005 р.   |
| Приватні автомобілі | 69,2%     | 69,3%     |
| Мотоцикли | 8,3%      | 8,4%      |
| Вантажівки | 20,1%     | 20,4%     |
| Трактори | 0%        | 0%        |
| Автобуси та ін. | 2,4%      | 1,9%      |
| Усього автомобілів | 1.730 шт. | 1.698 шт. |

## Вживання каталанської мови
У 2001 р. каталанську мову у місті розуміли 98,7% усього населення (у 1996 р. — 98,6%), вміли говорити нею 92,8% (у 1996 р. — 
87,8%), вміли читати 89,5% (у 1996 р. — 83,9%), вміли писати 70,2
% (у 1996 р. — 56,1%). Не розуміли каталанської мови 1,3%.

## Політичні уподобання
У виборах до Парламенту Каталонії у 2006 р. взяло участь 1.256 осіб (у 2003 р. — 1.383 особи). Голоси за політичні сили розподілилися таким чином:
| \| Вибори до Парламенту Каталонії \| Вибори до Парламенту Каталонії \| Вибори до Парламенту Каталонії \| \| Рік \| 2006 р. \| 2003 р. \| \| -------------------------------------- \| ------------------------------ \| ------------------------------ \| \| Конвергенція та Єднання (CiU) \| 44,7% \| 45% \| \| Соціалістична партія Каталонії (PSC) \| 17% \| 18,4% \| \| Народна партія (PP) \| 5,7% \| 6,1% \| \| Ініціатива за зелену Каталонію (IC) \| 12,2% \| 7,6% \| \| Республіканська лівиця Каталонії (ERC) \| 17,6% \| 22,4% \| \| Громадянська партія (C's) \| 0,5% \| 0% \| \| Інші \| 2,4% \| 0,6% \| |         |         |
| Вибори до Парламенту Каталонії |         |         |
| Рік | 2006 р. | 2003 р. |
| Конвергенція та Єднання (CiU) | 44,7%   | 45%     |
| Соціалістична партія Каталонії (PSC) | 17%     | 18,4%   |
| Народна партія (PP) | 5,7%    | 6,1%    |
| Ініціатива за зелену Каталонію (IC) | 12,2%   | 7,6%    |
| Республіканська лівиця Каталонії (ERC) | 17,6%   | 22,4%   |
| Громадянська партія (C's) | 0,5%    | 0%      |
| Інші | 2,4%    | 0,6%    |

У муніципальних виборах у 2007 р. взяло участь 1.284 особи (у 2003 р. — 1.385 осіб). Голоси за політичні сили розподілилися таким чином:
| \| Муніципальні вибори \| Муніципальні вибори \| Муніципальні вибори \| \| Рік \| 2007 р. \| 2003 р. \| \| -------------------------------------- \| ------------------- \| ------------------- \| \| Конвергенція та Єднання (CiU) \| 42,4% \| 47,4% \| \| Соціалістична партія Каталонії (PSC) \| 23,6% \| 22,5% \| \| Народна партія (PP) \| 1% \| 2,3% \| \| Ініціатива за зелену Каталонію (IC) \| 25,2% \| 16,5% \| \| Республіканська лівиця Каталонії (ERC) \| 7,8% \| 11,2% \| \| Громадянська партія (C's) \| 0% \| 0% \| \| Інші \| 0% \| 0% \| |         |         |
| Муніципальні вибори |         |         |
| Рік | 2007 р. | 2003 р. |
| Конвергенція та Єднання (CiU) | 42,4%   | 47,4%   |
| Соціалістична партія Каталонії (PSC) | 23,6%   | 22,5%   |
| Народна партія (PP) | 1%      | 2,3%    |
| Ініціатива за зелену Каталонію (IC) | 25,2%   | 16,5%   |
| Республіканська лівиця Каталонії (ERC) | 7,8%    | 11,2%   |
| Громадянська партія (C's) | 0%      | 0%      |
| Інші | 0%      | 0%      |